# Vic Rattlehead

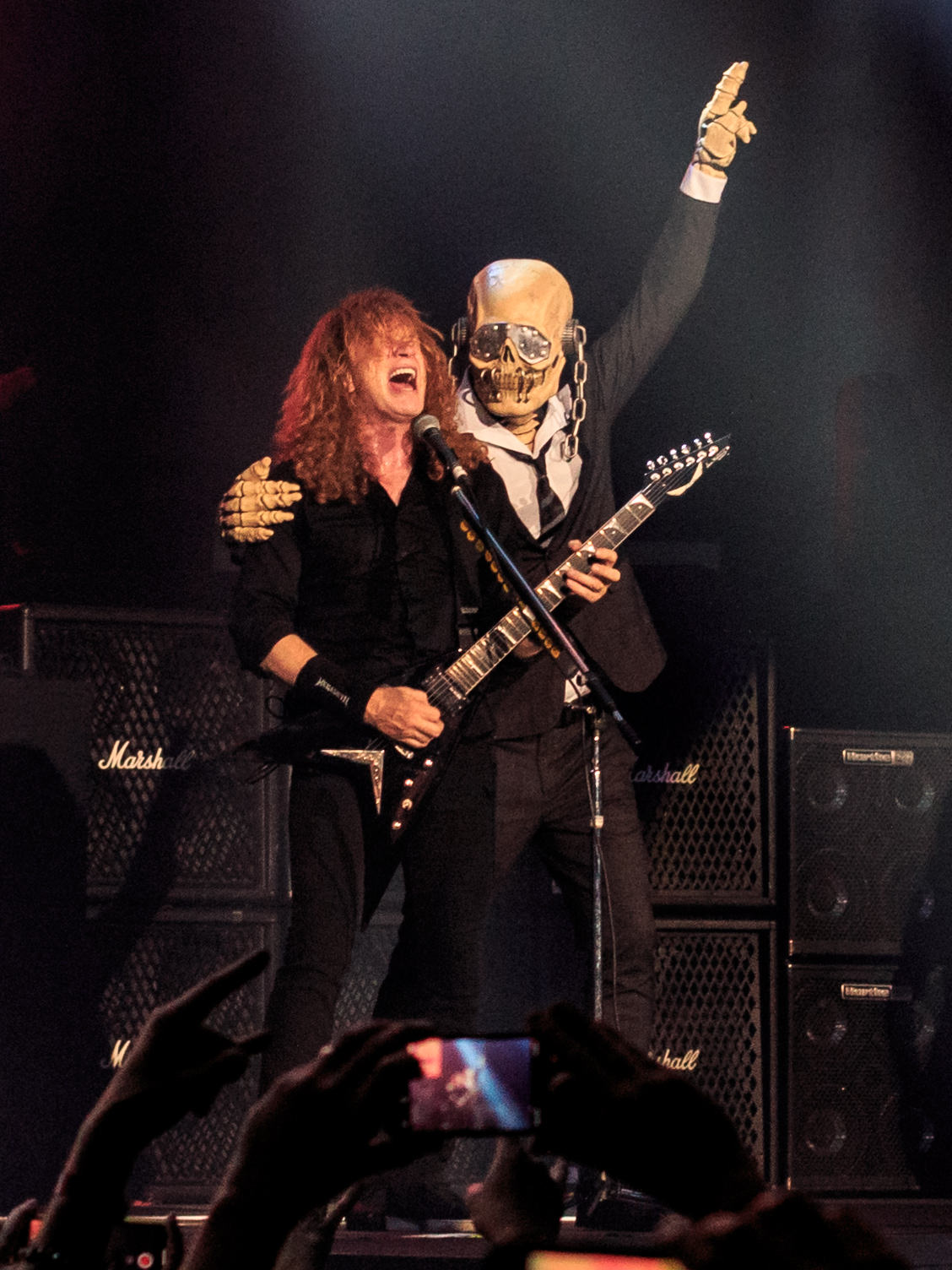
Vic Rattlehead junto a Dave Mustaine.

Vic Rattlehead es la mascota de la banda de thrash metal Megadeth, creada por su líder, Dave Mustaine.
La frase de esta mascota es «See no evil, hear no evil, speak no evil». Tiene apariencia de cadáver y su cara es una calavera en la que sus ojos están cubiertos por un antifaz de metal remachado al cráneo y su boca está atravesada por varios ganchos de metal. Además, en sus oídos porta unos cascos de metal de los que cuelgan unas cadenas.
Es un personaje recurrente en las portadas de sus álbumes, aparece en la portada principal desde sus primeros 4 discos Killing Is My Business... And Business Is Good! , Peace Sells... But Who's Buying?, So Far, So Good... So What! , Rust In Peace y como contraportada en Countdown to Extinction y Youthanasia.
Desapareció del arte en los álbumes Cryptic Writings y Risk (1997-1999). 
Regresó en 2001 para la portada de The World Needs a Hero y en The System Has Failed, en 2004.
En 2006 se reinvento debido a una convocatoria a través del sitio deviantART optando por un estilo más futurista, en United Abominations, de 2007, aparece con una forma androide con un ángel detrás, creación de John Lorenzi quien fue una de las propuestas visuales de la convocatoria, en 2009, se ausenta de la portada de Endgame.
Vuelve a aparecer en Thirteen en 2011, y Super Collider, de 2013.
Recientemente vuelve a aparecer como protagonista en los últimos 2 álbumes Dystopia (2016) y The Sick, the Dying... and the Dead! (2022). 

## Creación
La creación de Vic Rattlehead se describe en la canción "The Skull Beneath the Skin" del álbum Killing is My Business... and Business is Good!.

Prepare the patients scalp

To peel away

Metal caps his ears

He'll hear not what we say

Solid steel visor

Riveted cross his eyes

Iron staples close his jaws

So no one hears his cries

En español:

Preparen el cuero cabelludo del paciente

para desplegarlo

el metal tapa sus oídos

no escuchara lo que decimos

visor de acero sólido

remachado sobre sus ojos

grapas de hierro cruzan sus mandíbulas

así nadie oye sus lloriqueos

En realidad, Dave Mustaine hizo el dibujo original de Vic para las portadas, pero las diferencias creativas con Combat Records lo condujo a un resultado totalmente diferente.

## Concurso de rediseño
El 29 de enero del 2006, un concurso fue anunciado en DeviantArt para rediseñar la mascota para el nuevo álbum. El concurso decía:

Después de dos décadas rockeando, la mascota de la banda heavy metal Megadeth,  Vic Rattlehead necesita una cirugía estética y la banda ¡¡ha elegido a deviantART para rediseñarlo!! No sólo tendrás la posibilidad de re-diseñar una mascota que ha aparecido en varios álbumes de Megadeth, sino que también una millonada de productos de la banda, también puedes ganar los premios MÁS GRANDES que hemos ofrecido nunca antes, en una competencia de deviantART!

Los premios fueron tres guitarras eléctricas ESP —todas distintas—. El concurso finalizó el 14 de febrero del 2006, y el juez fue Dave Mustaine. Los resultados fueron publicados en DeviantArt el 15 de marzo del 2006.

## Artistas
Los artistas para las encarnaciones de Vic incluyen a:
- Dave Mustaine (logos originales de la banda)
- Edward J. Repka (Peace Sells... But Who's Buying? y Rust in Peace)
- David Jude (So Far, So Good... So What!)
- Hugh Syme (Countdown to Extinction, Youthanasia, y The World Needs a Hero)
- Michael Mueller (Edición del VH1 Behind the Music, poleras del concierto "Blackmail The Universe", y en el 2002 la versión remasterizada de Killing Is My Business... And Business Is Good!)
- Mike Learn (The System Has Failed)